# 萨纳欣桥
萨纳欣桥（羅馬化：Sanahni kamurj）是一座横跨杰别德河的中世纪石拱桥，位于亚美尼亚北部洛里州的阿拉韦尔迪。该桥建于12世纪末，被认为是中世纪亚美尼亚最杰出的桥梁之一。虽然基本未受损毁，但自19世纪末以来，桥身经历了多次修缮。直到20世纪60年代，该桥仍通行汽车，后来被改建为仅供行人通行的人行桥。
该桥同与之密切相关的萨纳欣修道院以及附近的哈格帕特修道院一起被联合国教科文组织列为世界遗产。它是洛里的历史地标 ，也是阿拉韦尔迪的象征，出现在该镇的徽章上（徽章）。当地人通常简称它为“石桥”。

## 建设
这座桥由瓦妮尼王后（娜娜）委托建造，以纪念她英年早逝的丈夫阿巴斯二世。阿巴斯二世为基乌里克家族成员，该家族是巴格拉图尼家族的一个分支。阿巴斯是统治洛里地区的塔希尔-佐拉格特王国末代国王，而瓦妮尼是扎卡里安家族伊万和扎卡里国王的妹妹。她在一块十字架石的背面留下了12行铭文，讲述着建造这座桥的故事。这块十字架石原本被放置在桥梁左侧的高台上，十分显眼。虽然具体的建造日期尚不确定，但学者们估计阿巴斯·基乌里克于1192年去世，这座桥是在之后不久建成的。桥的建成日期通常被认为是1192年或12世纪晚期。
瓦妮尼拥有巨大的财富，是中世纪亚美尼亚引人瞩目的女性人物。史学家安东尼·伊斯特蒙德认为，当时修建道路和桥梁等促进贸易所需的基础设施的资金一部分是由女性赞助的。扎鲁伊·波格西安补充道，在铭文中，瓦妮尼“宣称丈夫的王室特权归于自己”，因为根据同时代法学家姆希塔尔·戈什的说法，修建桥梁是“国王的特权”。因此，她可能在丈夫去世后确立了自己的女王地位。

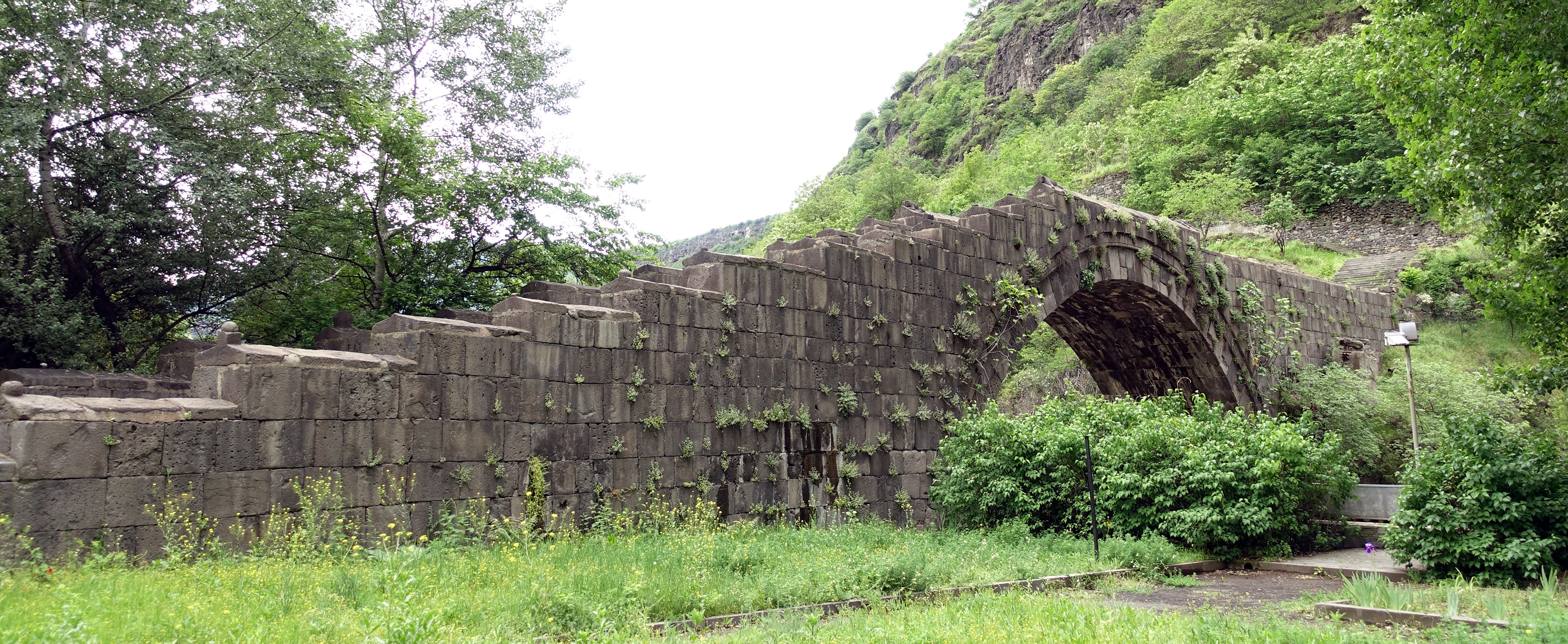

## 构造

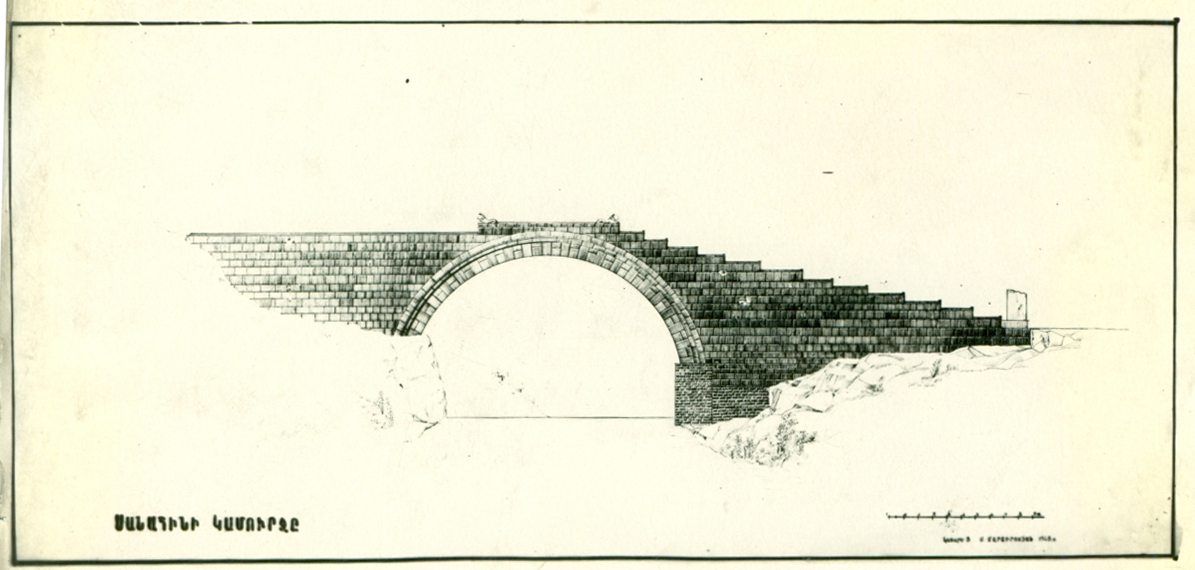
这座桥的技术图纸

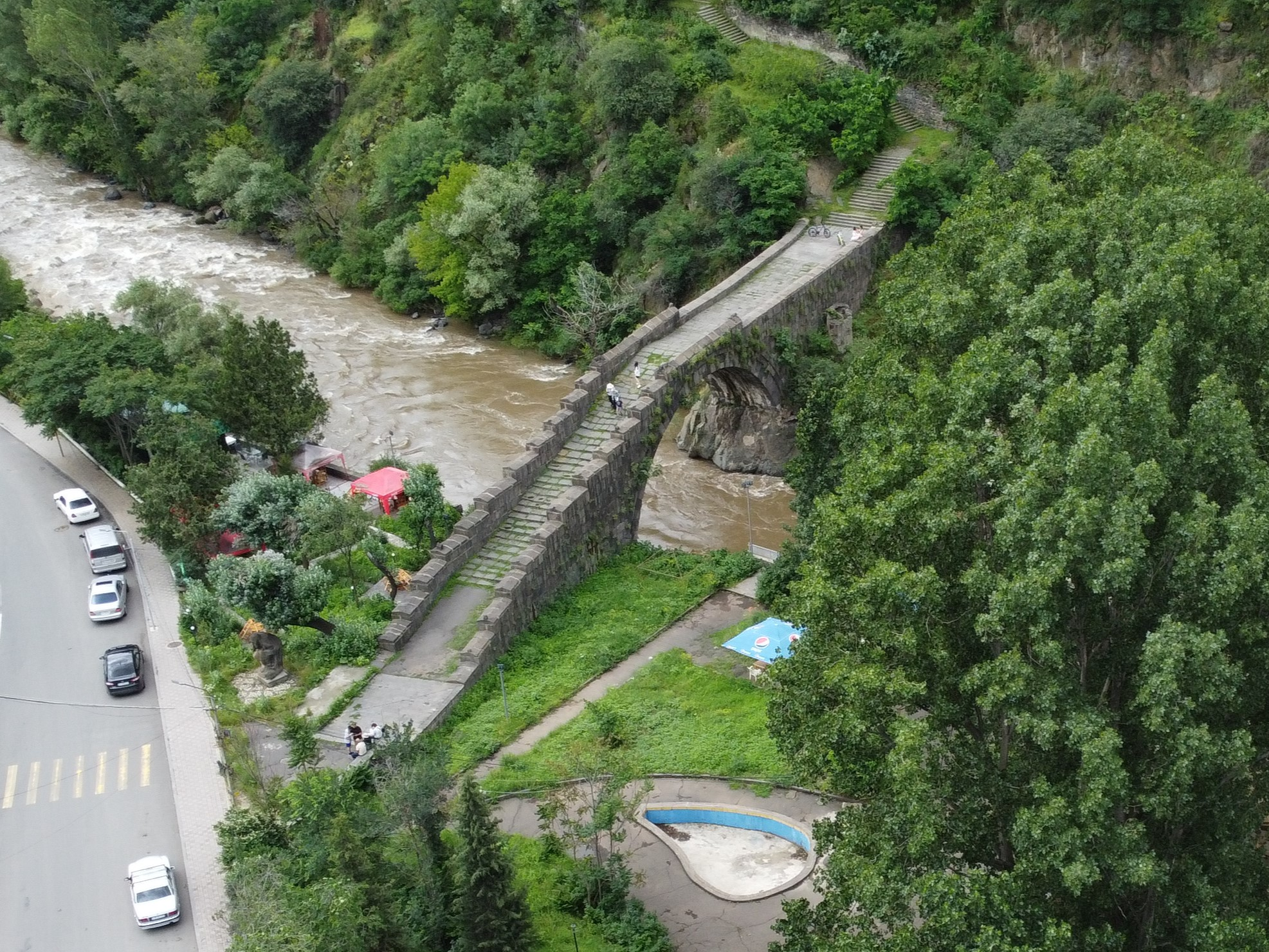
鸟瞰图

这座桥位于亚美尼亚阿拉韦尔迪市中心附近，直到20世纪，它都是连接萨纳欣村和萨纳欣修道院的唯一通道，后者在苏联时期并入阿拉韦尔迪。桥梁由精雕细凿的玄武岩石块建造而成，并用糯米砂浆加固，这是一座单跨度为18.6米（61英尺）的拱桥。桥的总长度为60米（200英尺），其中心宽度为3.3—3.5米（10.8—11.5英尺）。其高度距水面约13.5米（44英尺）。
桥梁建在峡谷最窄的地方，左岸明显低于右岸。为了适应不平坦的地形，该桥从较低的左岸到较高的右岸采用了阶梯式过渡和女儿墙设计，拱顶为水平位置。右侧桥台坐落在一块坚固的岩石露头上，而左侧桥台则通过倾斜的通道锚定在土体上。1977年，该桥的阶梯式道路（此前为了方便机动车通行而填平）恢复了原貌。尼古拉·托卡斯基认为建筑师巧妙地应对了在复杂地形中穿越河流的挑战，“避免在山区河流的冷水中进行石雕工作，并减少了砌体的体积”。瓦拉兹达特·阿鲁秋尼扬写道，其独特的建筑形式与峡谷风景如画的环境相协调。
桥上有双拱带形式的装饰以及四座象征守护的狮子雕塑，放置在水平女儿墙的四个角上。随着时间的推移，它们已经严重磨损。这些狮子被视为基乌里克人的象征。

## 保护

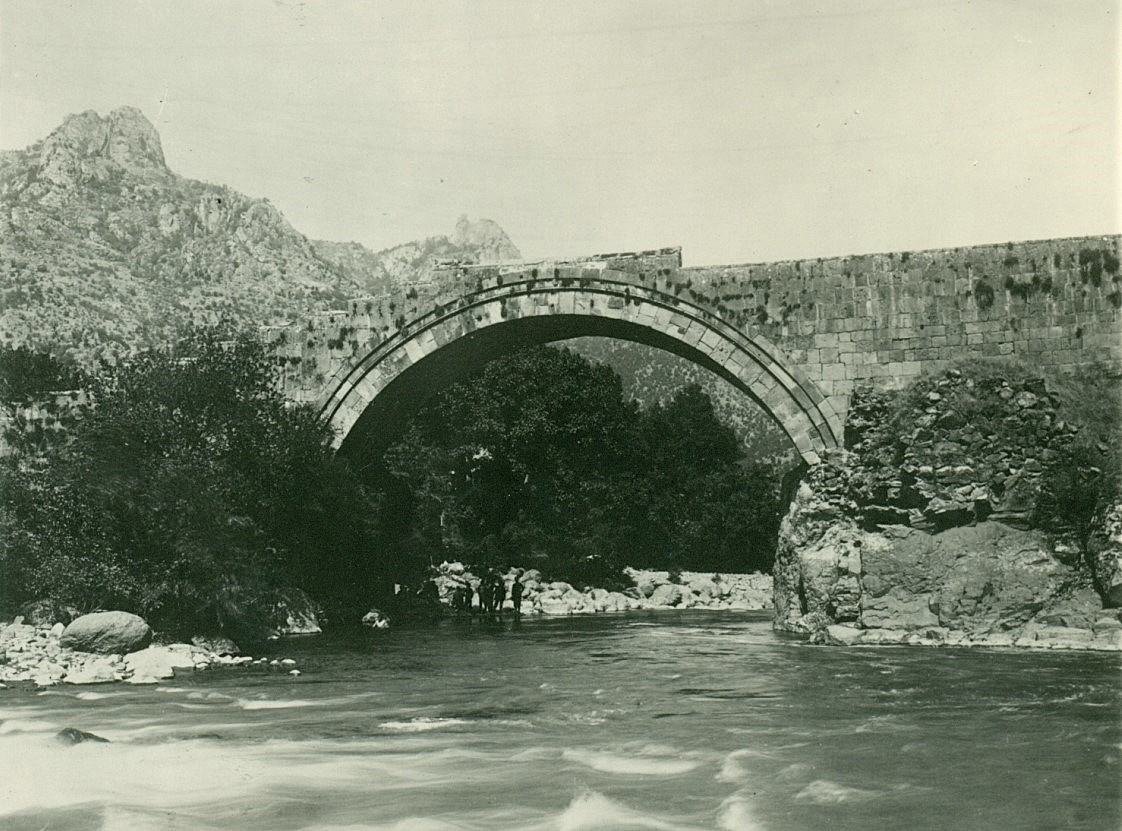
1947年该桥照片

这座桥属于受国家保护的国家历史古迹。2000年，这座桥与萨纳欣修道院一起被列入联合国教科文组织世界遗产名录，两者有着“密切的文化联系”。该遗产还包括附近的哈格帕特修道院，该修道院于1996年被列入名录。其保护区面积为0.2公頃（0.49英畝）。

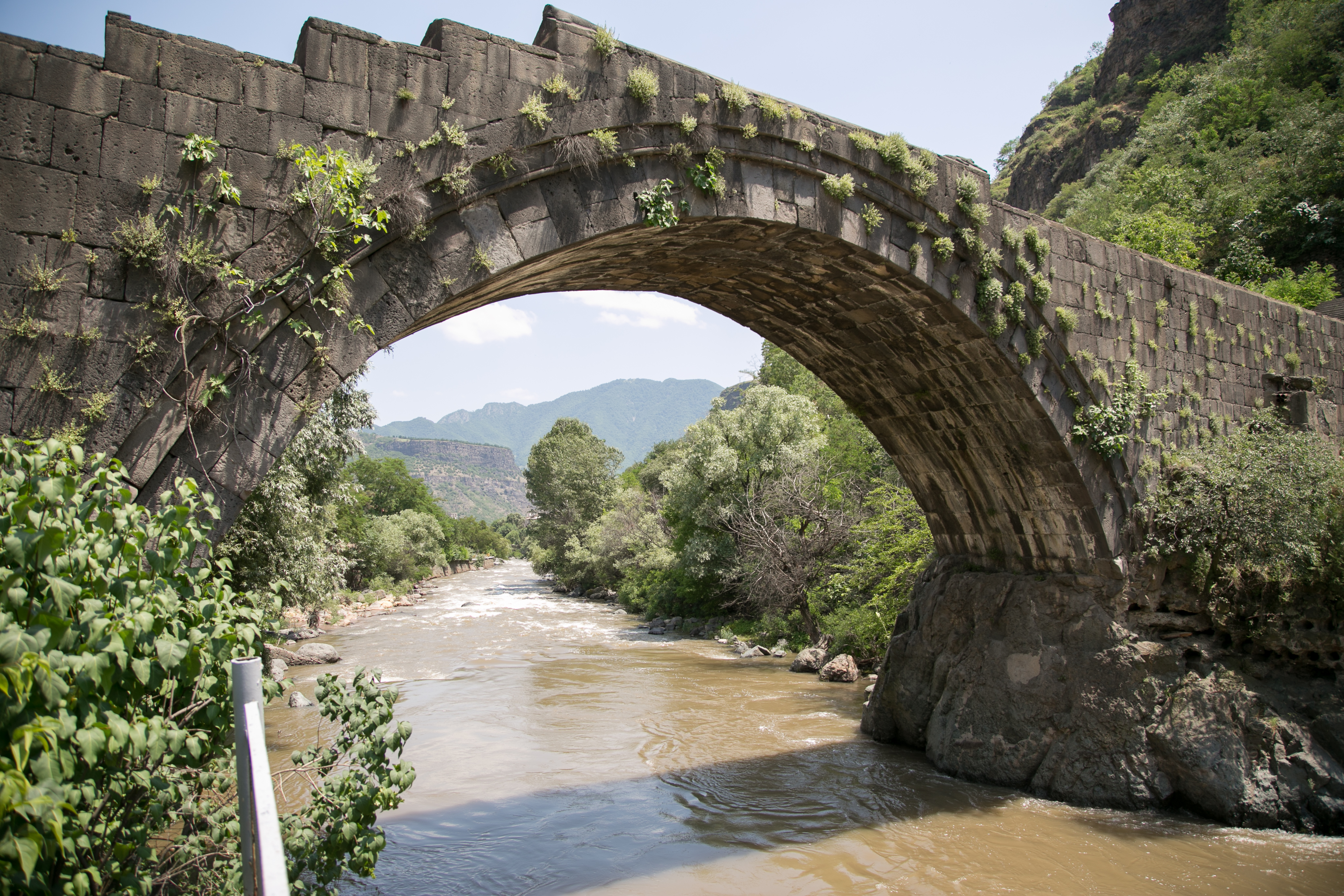
拱门

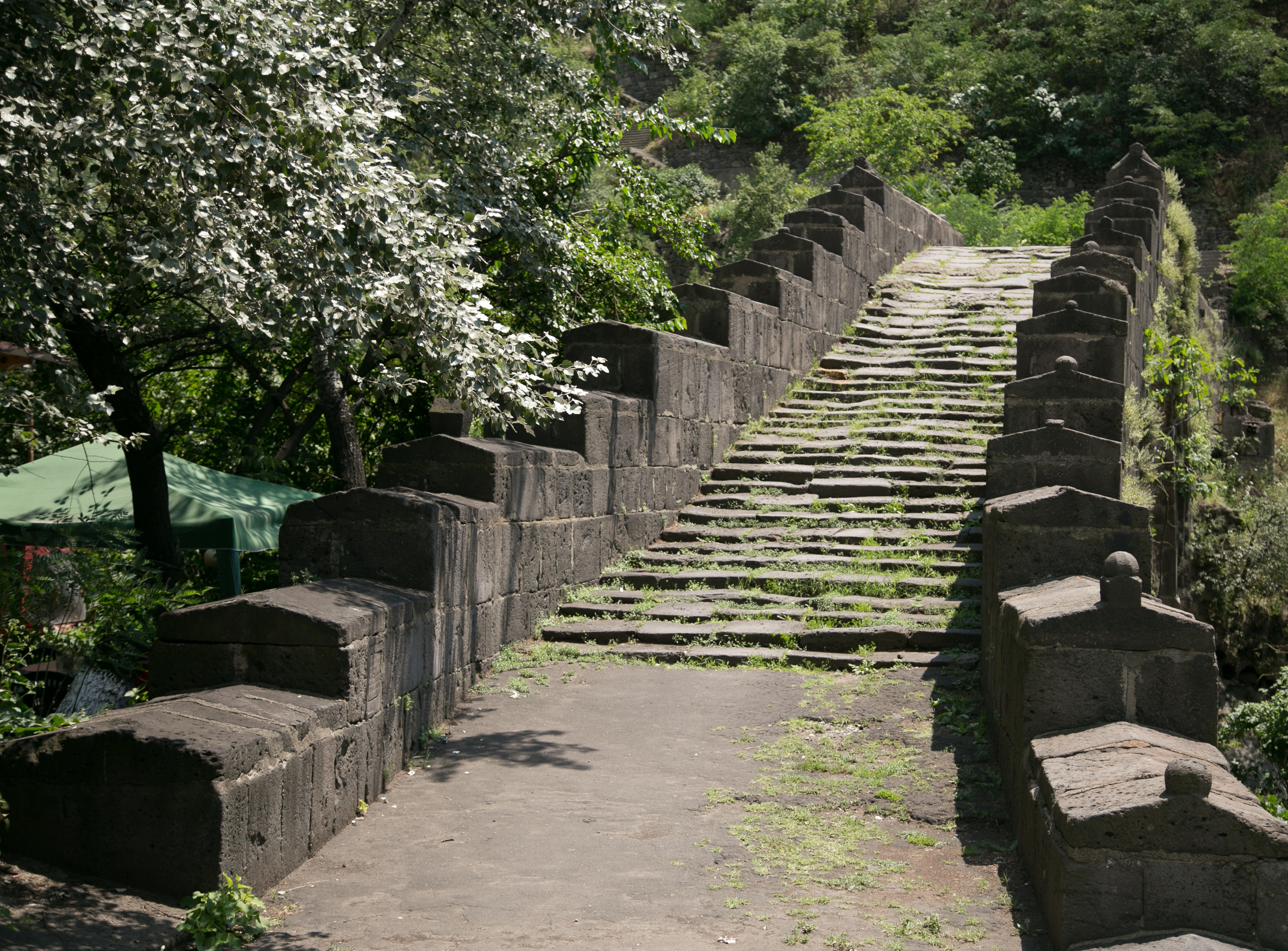
阶梯式道路

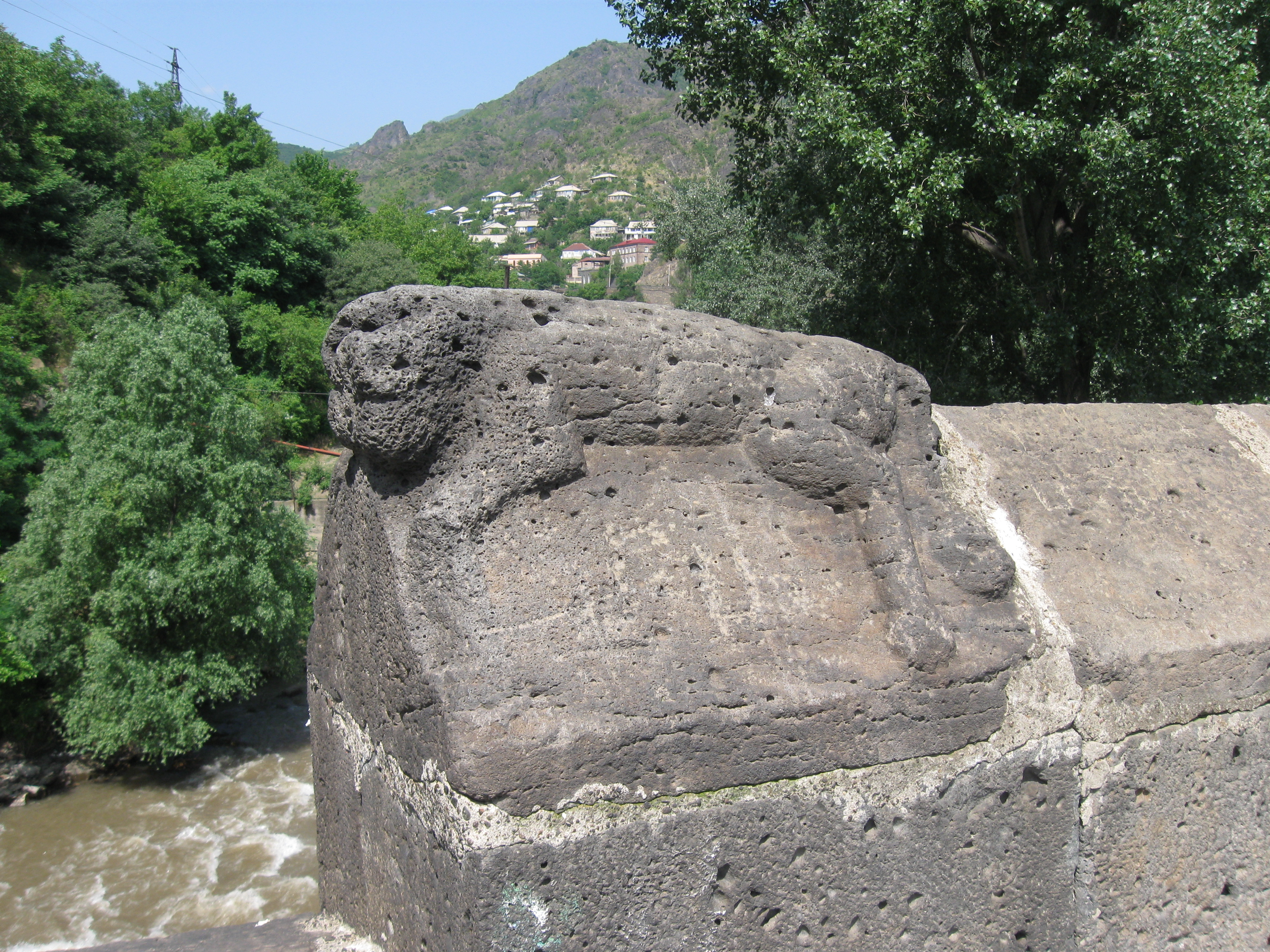
四只狮子之一

该桥被认为是亚美尼亚现存最古老的桥梁 ，自建成以来几乎完好无损。卡罗·加法达良写道，它是“一座独特的石桥，自12世纪末以来，它保存至今，几乎完好无损，几乎没有经过任何修缮或改建”。加尼克·沙赫基扬和斯捷潘·姆纳察卡尼扬写道，它是“现存最古老的具有如此大跨度的拱桥”。
几十年来，桥梁一直被重型机动车辆使用，最初通过的车辆重达12至14吨，后来限制在8吨。为使车辆顺利通行，桥面被填满泥土，这是亚美尼亚南部休尼克地区广泛使用的做法到了20世纪60年代，该桥开始仅限行人通行。

### 修复
桥梁曾经历过多次修复。第一次有记录的修缮可以追溯到1888年，当时梯弗里斯（Tiflis，今格鲁吉亚第比利斯）诺拉申教堂神父塔德沃斯·耶尔万登茨出资加固了左侧受损的地基。他留下了七行碑文（碑文内容），这些碑文在1977年进行修复工作时出土，当时北侧的下坡堆积物被清除，而此前为方便机动车通行，坡上曾被填满泥土。
20世纪20年代，这座桥与耶雷鲁克教堂一起成为苏维埃亚美尼亚首批修复的历史古迹之一。这两次修复是战前仅有的两次重大修复。1926年，因为桥基已经开始受到侵蚀，当地政府向古迹保护委员会主任亚历山大·塔马尼扬 和阿什哈贝克·卡兰塔尔提出请求，要求修复这座桥。在亚美尼亚新古典主义风格创始人塔马尼扬的直接监督下
，1928年至1929 年，桥左岸地基得到加固。由于该路段用于机动车运输，并且位于连接萨纳欣村和阿拉韦尔迪的唯一道路上，因此此次修复“主要是为了寻求切实可行的解决方案”。
1939年至1940年，桥梁的两个立面进行了额外的修复工作。精细切割的石块已经严重膨胀，威胁到整个砖石结构的完整性。桥拱尚未修复。缺乏经验的专家还安装了记录不佳的排水系统。排水不当造成的同样问题后来再次出现，1955年进行了更多的修复工作。为了稳定桥梁，桥面被暴露出来，桥梁立面上膨胀的砖石表面也得到了重修。这座桥“得到了完全可靠的技术加固”。
1959年初，杰别德河发生特大洪水，新建成的萨纳欣桥被摧毁，而这座老桥却安然无恙。此后近两年，这座桥一直是阿拉韦尔迪和萨纳欣之间的唯一通道。1976年至1977年，桥梁立面得到了进一步修复。此外，道路上的填充物也被清除，恢复了其原来的阶梯形状。

### 当前状态
到2013年，植被过度生长对桥梁的结构完整性构成了威胁
其中一些植被于2021年12月被清除。
这座桥经受住了2024年5月杰别德河洪水的侵袭，这场洪水致使该地区17座桥梁受到毁坏。它是阿拉韦尔迪三座保存完好的桥梁之一。总理尼科尔·帕希尼扬指出，这座桥梁的拱形设计是坚固耐用的典范。虽然初步报告显示洪水没有造成重大影响，但洪水退去后进一步检查发现，其地基遭到破坏。2025年3月，当代作家、阿拉韦尔迪本地居民列冯·贾瓦希扬警告说，桥梁靠近地基的右侧墙壁受到了影响，并敦促当局采取行动防止桥梁倒塌。

## 反响

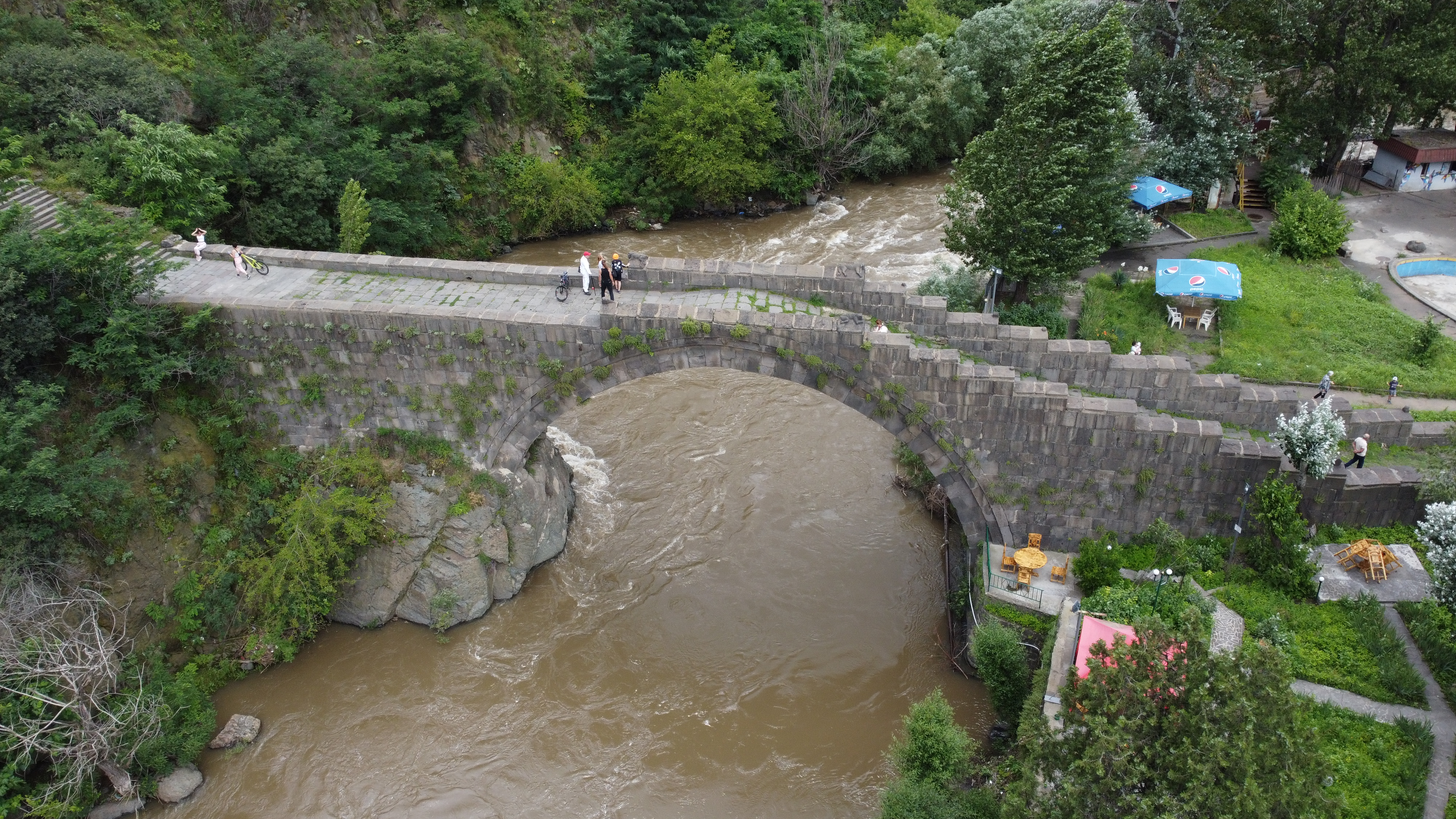
从东边俯瞰

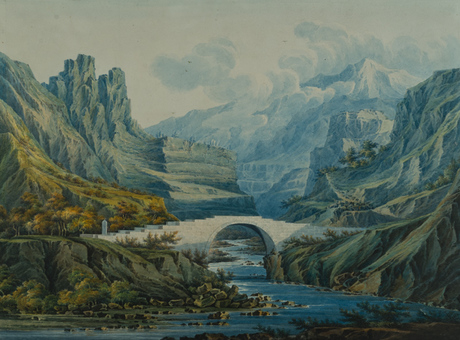
19世纪早期水彩画，弗拉基米尔·莫什科夫作

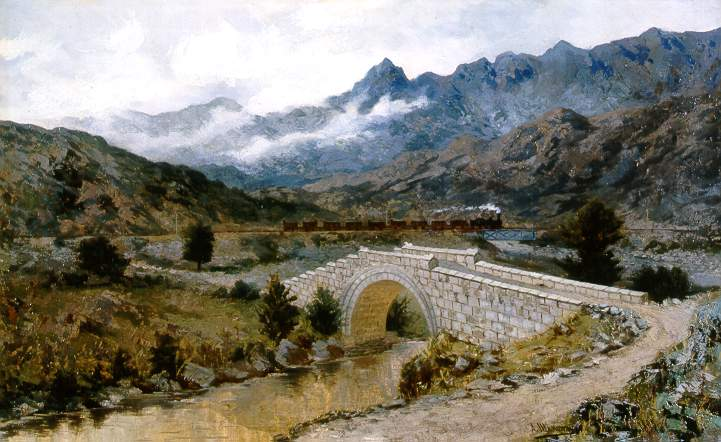
1899年油画，哈鲁廷·沙姆辛尼扬作

瓦拉兹达特·阿鲁秋尼扬和安德拉尼克·巴格达萨良将该桥描述为中世纪亚美尼亚最著名的桥梁之一。加尼克·沙赫基扬和斯捷潘·姆纳察卡尼扬对其大胆的工程设计和精致的建筑和艺术感表示赞赏。斯捷潘·姆纳察卡尼扬表示，由于桥梁卓越的建造方式，它经受住了强烈的洪水和湍急的山区河流泛滥。瓦莱里安·利索夫斯基和霍夫汉内斯·卡尔帕赫恰扬认为它非凡，格里戈里·维尔米舍夫称其优雅。约翰·布雷迪·基斯林发现它“用石猫优雅地装饰” ，而尼古拉·托卡斯基称赞其“雕琢精良的圆形拱门，装饰简洁、沉稳”。
1812年到访的俄国外交官威廉·冯·弗雷冈（瓦西里·弗雷冈）称其为杰作。苏联高级官员阿纳斯塔斯·米高扬是萨纳欣人，他在回忆录中写道，这座桥“建筑之美总是让他感到欣喜”。另一位阿拉韦尔迪人，当代作家列冯·贾瓦希扬写道，这座桥就像“一只翱翔在杰别德河上的巨型猎鹰”，并称其为“亚美尼亚历史上的第七大奇迹”。
小说家亚历山大·谢凡撒得在1888年写给洛里的游记中写道，它是“一个非常简单的结构，没有复杂的建筑元素”。鲍里斯·皮奥特罗夫斯基在回忆录中写道，20世纪30年代发生了一起“有趣的事件”，苏联土木工程师格里戈里·佩列杰里在苏联科学院的一份报告中表示，这座桥“不是按照‘现代技术’规则建造的，不会得到今天的专家委员会的批准”。

### 艺术形象
弗拉基米尔·莫什科夫（卒于1839年）的水彩画、哈鲁廷·沙姆辛尼扬的油画（1899年）、阿德里安·卡普林的水彩画（1934年），以及鲁本·贝德罗索夫的两幅纸上木刻版画（1967年、1972年）中都曾描绘过这座桥。